# Rudolf Augstein
Rudolf Karl Augstein (Hannover, 5 novembre 1923 – Amburgo, 7 novembre 2002) è stato un giornalista, scrittore e politico tedesco. È stato il fondatore della rivista Der Spiegel.

## Biografia e carriera
Augstein nacque ad Hannover, in Germania. Durante la seconda guerra mondiale, fu operatore radio e osservatore d'artiglieria nella Wehrmacht. Fondò Der Spiegel nel 1947, il più importante settimanale d'inchiesta della Germania. Durante lo scandalo Spiegel, avvenuto tra 1961 e il 1962, fu arrestato e incarcerato per 103 giorni, finché Franz Josef Strauß non fu costretto a dimettersi da ministro della Difesa sotto pressione dell'opinione pubblica e dopo le dimissioni dei membri del governo del partito Democratico Libero.
Augstein divenne membro del Bundestag nel 1972 per i Democratici Liberi per la Renania Settentrionale-Vestfalia, ma si tirò indietro nel 1973 per concentrarsi sulla sua professione di giornalista. Nel 1979 fu arrestato durante una vacanza a Olbia per detenzione di hashish. Amante della storia, Augstein pubblicò diversi libri di successo, tra i quali Preussens Friedrich und die Deutschen (1981), Otto von Bismarck (1990), e Überlebensgroß Herr Strauss. Ein Spiegelbild (1983). Augstein chiese il licenziamento di Hillgruber dal suo incarico presso l'Università di Colonia perché secondo lui, questi era un "nazista costituzionale", e sostenne che non vi era alcuna differenza morale tra Hillgruber e altri "nazisti costituzionali" come Hans Globke.
Quando Stefan Aust divenne redattore-capo di Der Spiegel, Augstein si ritirò a vita privata, continuando, però, a pubblicare regolarmente commenti sulla rivista fino alla sua morte. Per la sua lotta per la pace, le libertà civili e la libertà di stampa fu onorato con il titolo di "Giornalista del secolo" nel 2000 da 101 giornalisti tedeschi. Augstein fu tra i 50 eroi della libertà di stampa dell'International Press Institute nel 2000, per il suo ruolo nello scandalo Spiegel.
Augstein si sposò cinque volte. Il suo quinto matrimonio, celebrato a Tønder, in Danimarca, il 13 ottobre 2000, fu con la sua compagna di lunga data, la mercante d'arte amburghese Anna Maria Hürtgen. Morì il 7 novembre 2002 di polmonite e fu sepolto sull'isola di Sylt.